# Conde de Valbom
Conde de Valbom é um título nobiliárquico criado por D. Luís I de Portugal, por Decreto de 5 de Abril de 1875, em favor de Joaquim Tomás Lobo de Ávila.
Titulares
1. Joaquim Tomás Lobo de Ávila, 1.º Conde de Valbom.

Após a Implantação da República Portuguesa, e com o fim do sistema nobiliárquico, usaram o título: 
1. D. Joaquim Tomás Carlos Bernardo Baltasar Manuel, 2.º Conde de Valbom;
2. D. Vasco Maria d'Orey Manuel, 3.º Conde de Valbom.